# China Machado
Pour les articles homonymes, voir Machado.
Noelie Dasouza Machado (25 décembre 1929 - 18 décembre 2016), connue sous le nom de China Machado, est une mannequin, monteuse et productrice de télévision américaine d'origines chinoise et portugaise. Elle est la première personne non caucasienne à apparaître dans un grand magazine de mode américain, dans le numéro de février 1959 de Harper's Bazaar. 

## Biographie

### Jeunesse
Noelie Dasouza Machado naît à Shanghai, en Chine, d'un père portugais de Macao et d'une mère chinoise. Sa grand-mère maternelle était originaire de Goa. Ses parents se sont rencontrés à Hong Kong. Jeune, elle apprend à cuisiner, à coudre, à tricoter et à crocheter.

### Carrière
Après la Seconde Guerre mondiale, sa famille se rend en Argentine, au Pérou et en Espagne. À 19 ans, elle rencontre le torero espagnol, Luis Miguel Dominguín. Lorsque leur relation prend fin, Machado déménage à Paris et travaille comme mannequin pour Hubert de Givenchy. 
Selon ses dires, on lui avait demandé de travailler pour Balenciaga, mais il était absent, alors elle est envoyée à Givenchy à la place.

« Ils pensaient que je remplaçais une fille absente pour cause de maladie, alors ils m'ont attrapée, m'ont habillée et m'ont jetée dans la pièce où ils montraient la collection. Je ne savais rien de la façon de marcher des mannequins, alors j'ai juste copié la fille devant moi. À la fin du défilé, le magnifique Givenchy s'approche de moi et me dit : "Aimeriez-vous faire partie de la cabine ?" — c'est ainsi qu'ils appelaient le groupe de mannequins qui travaillaient pour la maison. Voilà comment tout a commencé. »

Elle travaille ensuite pour Oleg Cassini et Balenciaga. Elle défile pour Givenchy pendant trois ans et pendant ce temps, elle devient la modèle de défilé la mieux payée d'Europe, gagnant 1 000 $ par jour. 
En 1957, elle épouse l'acteur Martin LaSalle, fils de diplomate, et étudiant en sciences politiques à la Sorbonne, qu'elle a rencontré à Paris. Pendant un an, elle l'avait quitté pour l'acteur oscarisé William Holden, mais elle retourne chez LaSalle pour l'épouser. Le couple s'installe à New York, où Machado rencontre Diana Vreeland et à travers Vreeland, le photographe Richard Avedon, avec qui elle développe une amitié très étroite : elle l'a appelé « un grand mentor dans [ma] vie ». Machado et LaSalle ont deux filles, Blanche et Emmanuelle. Ils divorcent en 1965, après que Machado a eu une liaison avec un ami de son mari. Avedon a déclaré qu'elle était « probablement la plus belle femme du monde ». 
Ses photographies d'elle sont utilisées dans le numéro de février 1959 de Harper's Bazaar.

« C'était en 1958, et les éditeurs disaient : "Nous ne pouvons pas mettre cette fille dans le magazine. Tout le monde dans le Sud arrêtera ses abonnements et personne ne voudra faire de publicité avec nous !" Mais les photos ont été publiées en février 1959 parce que — et je ne l'ai découvert que 20 ans plus tard — Dick [Avedon] avait menacé de rompre [son contrat] s'ils ne les utilisaient pas ! Le succès de Machado a ouvert la voie à des générations de modèles de couleurs, d'Iman et Naomi Campbell à Jourdan Dunn et Sessilee Lopez. »

Machado travaille pour Avedon exclusivement pendant trois ans avant qu'il lui trouve un emploi comme rédactrice en chef de la mode au Harper's Bazaar, où elle devient finalement directrice de la mode. Elle se lance aussi dans d'autres projets dans l'édition, la mode et la télévision.
En 1989, elle entre à l'International Best Dressed Hall of Fame List.

### Décès
China Machado meurt le 18 décembre 2016, une semaine avant son 87e anniversaire, au Stony Brook University Hospital d'un arrêt cardiaque.
Ses deux filles de son premier mariage, Blanche et Emmanuelle, ainsi que son deuxième mari, Riccardo Rosa, lui survivent.